# Leioproctus prolatus
Leioproctus prolatus là một loài Hymenoptera trong họ Colletidae. Loài này được Maynard mô tả khoa học năm 1994.